# Tony Nwaigwe
Tony Nwaigwe, właśc. Anthony Nwaigwe (ur. 22 października 1973) – nigeryjski piłkarz występujący na pozycji pomocnika.
Wraz z Iwuanyanwu Nationale zdobył mistrzostwo Nigerii w 1993, a z Africa Sports sięgnął po mistrzostwo Wybrzeża Kości Słoniowej w 1996.
W sezonie 1993 został królem strzelców Nigeria Premier League z 13 bramkami.
W reprezentacji Nigerii zadebiutował 27 lutego 1993 w wygranym 2:0 towarzyskim meczu el. do MŚ 1994 z Kongiem. W latach 1993–1994 w drużynie narodowej zagrał dwa razy.